# Branko Bedekovič
Branko Bedekovič, slovenski rokometaš, * 14. marec 1973, Eschenbach, Nemčija.
Bedekovič je za Slovenijo nastopil na Poletnih olimpijskih igrah 2000 v Sydneyju, kjer je z reprezentanco osvojil osmo mesto. Bil je tudi član srebrne reprezentance na Evropskem prvenstvu 2004 v Sloveniji.